# Eibelshausen
Eibelshausen ist der größte der sechs Ortsteile der Gemeinde Eschenburg im mittelhessischen Lahn-Dill-Kreis. Der Ort übt die Mittelpunktfunktion im mittleren Dietzhölztal aus, ist Verwaltungssitz der Gemeinde Eschenburg und Schulort der Haupt- und Realschule mit gymnasialem Zweig.

## Geografische Lage

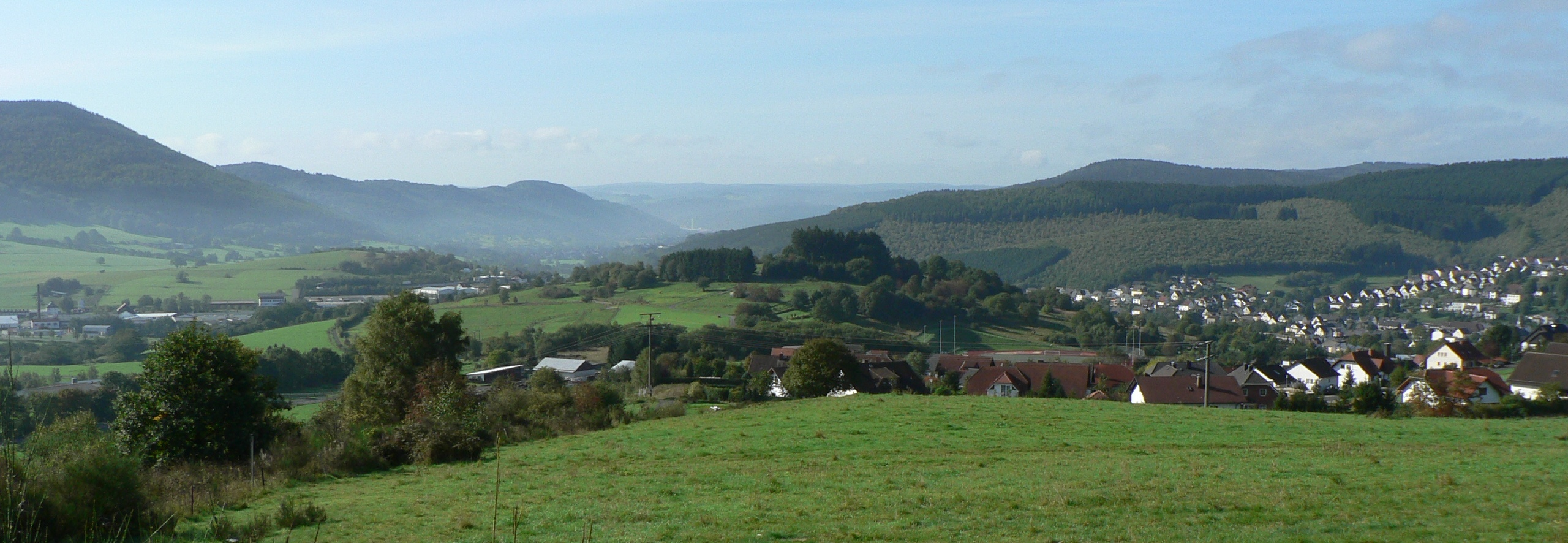
Eibelshausen mit dem Holderberg

Eibelshausen liegt im Norden des Lahn-Dill-Kreises. Umrahmt wird der Ort von Ausläufern des Rothaargebirges (westlich bis nördlich), dem Gladenbacher Bergland (östlich bis südlich) und der Struth (westlich bis südwestlich), wobei die letztgenannten Mittelgebirgslandschaften zum naturräumlichen Westerwald gezählt werden.
Eibelshausen liegt unmittelbar westlich der Mündung des Mandelbaches in die Dietzhölze unweit des Rothaarsteiges. Trotz einer landschaftlich sehr begünstigten Lage liegt Eibelshausen verkehrsgünstig zur Autobahn 45 und den nahen Städten Siegen, Marburg und Gießen.
Die angrenzenden Orte sind, von Norden im Uhrzeigersinn beginnend, Steinbrücken (Gemeinde Dietzhölztal), Roth, Simmersbach, Eiershausen, Wissenbach (alle Gemeinde Eschenburg) und Ewersbach (Gemeinde Dietzhölztal).
Westlich von Eibelshausen erheben sich der Eibertshain (560 m ü.NN), nordöstlich die Burg (494 m ü.NN) und der Staffelböll (536 m ü.NN). Der „Hausberg“ des Ortes, der Holderberg, ist 380 m hoch.

## Geschichte

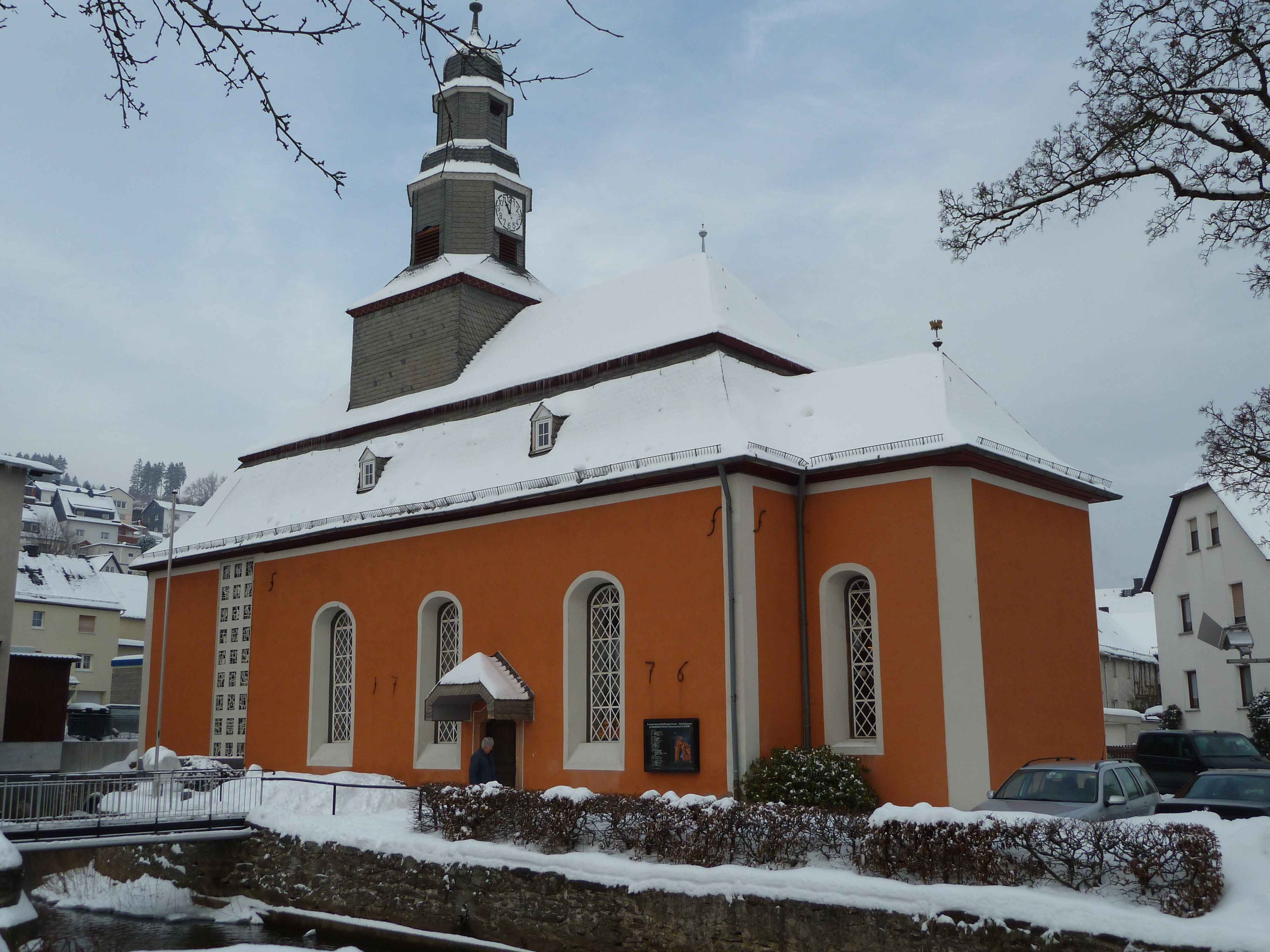
Evangelische Kirche

### Ortsgeschichte
Nachweislich siedelten schon die Kelten im heutigen Ortsgebiet von Eibelshausen; dies belegen Werkzeugfunde aus dieser Zeit.
Eibelshausen wurde erstmals in der Namensform Ybelingeshusen in einer Urkunde vom 29. Mai 1314 erwähnt. Mit dieser Urkunde verkaufte der Ritter Eckhard V. von Helfenberg die Vogtei Eibelshausen an Graf Heinrich I. von Nassau-Siegen.
Das Dorf war in seiner Geschichte von mehreren Pestepidemien und Großbränden betroffen.
Großfeuer
Am 20. Mai 1815 brannten bei einem Großfeuer von den 242 Gebäuden des Dorfes 204 nieder. In den beiden Folgejahren wurde das Dorf wieder großzügig aufgebaut und erweitert. Dabei wurden breite, rechtwinklige Straßen angelegt und Mindestabstände zwischen den Häusern vorgeschrieben, um einen nochmaligen Großbrand zu verhindern. In dieser Zeit hat der heutige Ortskern seine charakteristische Gestalt erhalten.
Holzkohle-Hochofen
Neben der Landwirtschaft und Viehzucht hatte auch die Eisenverhüttung eine lange Tradition in Eibelshausen. Hier wurde der letzte Holzkohle-Hochofen der Region 1898 stillgelegt. In den umgebenden Wäldern sind noch Stellen erkennbar, wo in der frühen Besiedelungszeit Schmelzöfen standen und Schlacke abgelagert wurde. Erst in den 1970er Jahren endete diese Tradition in der Eibelshäuser Hütte mit einer Produktionsumstellung. Das damalige Buderus-Werk gehört heute zur Bosch-Gruppe.
Eisenbahn
Mit dem Bau der Eisenbahnstrecke Dillenburg–Ewersbach erhielt Eibelshausen 1892 einen Bahnhof. Die Strecke wurde im Jahr 1987 für den Personenverkehr und 2000 für den Güterverkehr stillgelegt.
Einmarsch der Amerikaner
Beim Einmarsch der Amerikaner Ende März 1945 kam es bei Eibelshausen am 28. März 1945 zu einem kurzen Gefecht zwischen amerikanischen Panzern und einem deutschen Tiger-Panzer. Die Amerikaner änderten daraufhin ihre Vormarsch-Route nach Norden und wichen auf Seitenstraßen aus.
Hessische Gebietsreform (1970–1977)
Die bis dahin selbständige Gemeinde Eibelshausen fusionierte zum 1. Oktober 1971 im Zuge der Gebietsreform in Hessen freiwillig mit den Nachbardörfern Eiershausen und Wissenbach zur Gemeinde Eschenburg. Kraft Landesgesetz wurden dann die Gemeinden Eschenburg, Hirzenhain sowie Simmersbach und Roth des ehemaligen Landkreises Biedenkopf zur erweiterten Großgemeinde Eschenburg zusammengeschlossen. Die Inkraftsetzung erfolgte zum 1. Juli 1974 durch den Regierungspräsidenten in Darmstadt.
Für alle sechs Ortsteile wurden Ortsbezirke mit Ortsbeirat und Ortsvorsteher nach der Hessischen Gemeindeordnung gebildet.

### Verwaltungsgeschichte im Überblick
Die folgende Liste zeigt die Staaten bzw. Herrschaftsgebiete und deren untergeordnete Verwaltungseinheiten, in denen Eibelshausen lag:
- vor 1739: Heiliges Römisches Reich, Grafschaft/Fürstentum Nassau-Dillenburg, Amt Ebersbach[9]
- ab 1739: Heiliges Römisches Reich, Fürstentum Nassau-Diez, Amt Ebersbach
- 1806–1813: Großherzogtum Berg, Département Sieg, Arrondissement Dillenburg, Kanton Dillenburg
- 1813–1815: Fürstentum Nassau-Oranien, Amt Ebersbach
- ab 1816: Herzogtum Nassau[Anm. 1], Amt Dillenburg
- ab 1849: Herzogtum Nassau, Kreisamt Herborn[Anm. 2]
- ab 1854: Herzogtum Nassau, Amt Dillenburg
- ab 1867: Norddeutscher Bund[Anm. 3], Königreich Preußen, Provinz Hessen-Nassau, Regierungsbezirk Wiesbaden, Dillkreis[Anm. 4]
- ab 1871: Deutsches Reich, Königreich Preußen, Provinz Hessen-Nassau, Regierungsbezirk Wiesbaden, Dillkreis
- ab 1918: Deutsches Reich, Freistaat Preußen, Provinz Hessen-Nassau, Regierungsbezirk Wiesbaden, Dillkreis
- ab 1932: Deutsches Reich, Freistaat Preußen, Provinz Hessen-Nassau, Regierungsbezirk Wiesbaden, Landkreis Dillenburg
- ab 1933: Deutsches Reich, Freistaat Preußen, Provinz Hessen-Nassau, Regierungsbezirk Wiesbaden, Dillkreis
- ab 1944: Deutsches Reich, Freistaat Preußen, Provinz Nassau, Dillkreis
- ab 1945: Amerikanische Besatzungszone, Groß-Hessen, Regierungsbezirk Wiesbaden, Dillkreis
- ab 1946: Amerikanische Besatzungszone, Hessen, Regierungsbezirk Wiesbaden, Dillkreis
- ab 1949: Bundesrepublik Deutschland, Hessen, Regierungsbezirk Wiesbaden, Dillkreis
- ab 1968: Bundesrepublik Deutschland, Hessen, Regierungsbezirk Darmstadt, Dillkreis
- ab 1971: Bundesrepublik Deutschland, Hessen, Regierungsbezirk Darmstadt, Dillkreis, Gemeinde Eschenburg[Anm. 5]
- ab 1977: Bundesrepublik Deutschland, Hessen, Regierungsbezirk Darmstadt, Lahn-Dill-Kreis, Gemeinde Eschenburg
- ab 1981: Bundesrepublik Deutschland, Hessen, Regierungsbezirk Gießen, Lahn-Dill-Kreis, Gemeinde Eschenburg

### Bevölkerung

#### Einwohnerentwicklung
| Eibelshausen: Einwohnerzahlen von 1688 bis 2018 | Eibelshausen: Einwohnerzahlen von 1688 bis 2018 | Eibelshausen: Einwohnerzahlen von 1688 bis 2018 | Eibelshausen: Einwohnerzahlen von 1688 bis 2018 | Eibelshausen: Einwohnerzahlen von 1688 bis 2018 |
| --- | ----------------------------------------------- | ----------------------------------------------- | ----------------------------------------------- | ----------------------------------------------- |
| Jahr |                                                 |                                                 |                                                 | Einwohner                                       |
| 1688 | 1688                                            |                                                 | 309                                             | 309                                             |
| 1714 | 1714                                            |                                                 | 340                                             | 340                                             |
| 1750 | 1750                                            |                                                 | 397                                             | 397                                             |
| 1785 | 1785                                            |                                                 | 411                                             | 411                                             |
| 1815 | 1815                                            |                                                 | 526                                             | 526                                             |
| 1834 | 1834                                            |                                                 | 515                                             | 515                                             |
| 1840 | 1840                                            |                                                 | 582                                             | 582                                             |
| 1846 | 1846                                            |                                                 | 574                                             | 574                                             |
| 1852 | 1852                                            |                                                 | 621                                             | 621                                             |
| 1858 | 1858                                            |                                                 | 638                                             | 638                                             |
| 1864 | 1864                                            |                                                 | 629                                             | 629                                             |
| 1871 | 1871                                            |                                                 | 665                                             | 665                                             |
| 1875 | 1875                                            |                                                 | 764                                             | 764                                             |
| 1885 | 1885                                            |                                                 | 890                                             | 890                                             |
| 1895 | 1895                                            |                                                 | 979                                             | 979                                             |
| 1905 | 1905                                            |                                                 | 1.142                                           | 1.142                                           |
| 1910 | 1910                                            |                                                 | 1.224                                           | 1.224                                           |
| 1925 | 1925                                            |                                                 | 1.370                                           | 1.370                                           |
| 1939 | 1939                                            |                                                 | 1.583                                           | 1.583                                           |
| 1946 | 1946                                            |                                                 | 2.146                                           | 2.146                                           |
| 1950 | 1950                                            |                                                 | 2.291                                           | 2.291                                           |
| 1956 | 1956                                            |                                                 | 2.336                                           | 2.336                                           |
| 1961 | 1961                                            |                                                 | 2.676                                           | 2.676                                           |
| 1967 | 1967                                            |                                                 | 3.053                                           | 3.053                                           |
| 1970 | 1970                                            |                                                 | 3.193                                           | 3.193                                           |
| 1974 | 1974                                            |                                                 | 3.548                                           | 3.548                                           |
| 1980 | 1980                                            |                                                 | 3.450                                           | 3.450                                           |
| 1985 | 1985                                            |                                                 | 3.485                                           | 3.485                                           |
| 1990 | 1990                                            |                                                 | 3.754                                           | 3.754                                           |
| 1995 | 1995                                            |                                                 | 4.043                                           | 4.043                                           |
| 2000 | 2000                                            |                                                 | 4.073                                           | 4.073                                           |
| 2008 | 2008                                            |                                                 | 3.834                                           | 3.834                                           |
| 2010 | 2010                                            |                                                 | 3.810                                           | 3.810                                           |
| 2011 | 2011                                            |                                                 | 3.785                                           | 3.785                                           |
| 2015 | 2015                                            |                                                 | 3.792                                           | 3.792                                           |
| 2018 | 2018                                            |                                                 | 3.775                                           | 3.775                                           |
| Datenquelle: Historisches Gemeindeverzeichnis für Hessen: Die Bevölkerung der Gemeinden 1834 bis 1967. Wiesbaden: Hessisches Statistisches Landesamt, 1968. Weitere Quellen: LAGIS; Gemeinde Eschenburg: „Chronik Eibelshausen, 2003“, „Dill-Zeitung, 23. Oktober 2010, S. 23“, ab 2008: Haushaltsplan 2019; Zensus 2011 |                                                 |                                                 |                                                 |                                                 |

#### Einwohnerstruktur 2011
Nach den Erhebungen des Zensus 2011 lebten am Stichtag dem 9. Mai 2011 in Eibelshausen 3785 Einwohner. Darunter waren 304 (8,0 %) Ausländer.
Nach dem Lebensalter waren 768 Einwohner unter 18 Jahren, 1584 zwischen 18 und 49, 687 zwischen 50 und 64 und 720 Einwohner waren älter.
Die Einwohner lebten in 1497 Haushalten. Davon waren 411 Singlehaushalte, 417 Paare ohne Kinder und 528 Paare mit Kindern, sowie 120 Alleinerziehende und 21 Wohngemeinschaften. In 336 Haushalten lebten ausschließlich Senioren und in 978 Haushaltungen lebten keine Senioren.

#### Religionszugehörigkeit
| • 1885: | 0887 evangelische (= 99,66 %), 3 katholische (= 0,34 %) Einwohner       |
| • 1961: | 2071 evangelische (= 77,39 %) und 522 katholische (= 19,51 %) Einwohner |

## Politik

### Ortsbeirat
In Eibelshausen gibt es einen fünfköpfigen Ortsbeirat. Nach den Kommunalwahlen in Hessen 2016 besteht er aus zwei Mitgliedern der CDU, zwei Mitgliedern der SPD und einem Mitglied der FWG. Der Ortsvorsteher ist Gerd Müller von der CDU.

Flagge von Eibelshausen

### Wappen und Flagge
| Wappen von Eibelshausen | Blasonierung: „Schild schräggeteilt; oben in Gold ein blauer Maueranker, unten in Blau ein goldener Stautzeweck.“ |
| Wappen von Eibelshausen | Wappenbegründung: Der Maueranker ist das Wappensymbol der Herren von Helfenberg, die im Mittelalter die Herrschaft über den Ort ausübten, bis sie im Jahr 1314 die Vogtei an ihren Lehnsherren, den Grafen von Nassau, veräußerten. Der „Stautzeweck“ ist das traditionelle Eibelshäuser Neujahrsgebäck. Das Wappen wurde am 30. April 1969 durch das Hessische Innenministerium genehmigt und ist heute auch das der Gemeinde Eschenburg. |

Die Flagge des Ortsteils und der Gemeinde zeigt das Wappen auf einem zweigeteilten Flaggentuch in entsprechenden Farben.

## Kultur und Sehenswürdigkeiten

### Museen
- Heimatmuseum

### Regelmäßige Veranstaltungen
- Frühjahrsmarkt (2. Maiwochenende)
- Herbstmarkt (2. Oktoberwochenende)
- Maibaumaufstellung (30. April)
- Weihnachtsmarkt (letztes Wochenende vor Weihnachten)

### Hauberg
In Eibelshausen wird jährlich Hauberg gemacht. Die rechtliche Grundlage der Haubergsarbeit geht auf die „Haubergordnung für den Dillkreis und den Oberwesterwaldkreis vom 4. Juni 1887“ zurück. Darin heißt es: „Hauberge im Sinne dieses Gesetzes sind die Grundstücke in den Gemarkungen Dillbrecht, Fellerdilln, Ober- und Niederroßbach, Bergebersbach, Eibelshausen, Mandeln, Offdilln, Rittershausen, Steinbrücken, Straßebersbach, Weidelbach und Korb, welche gegenwärtig zu Haubergsverbänden gehören.“

## Wirtschaft und Infrastruktur

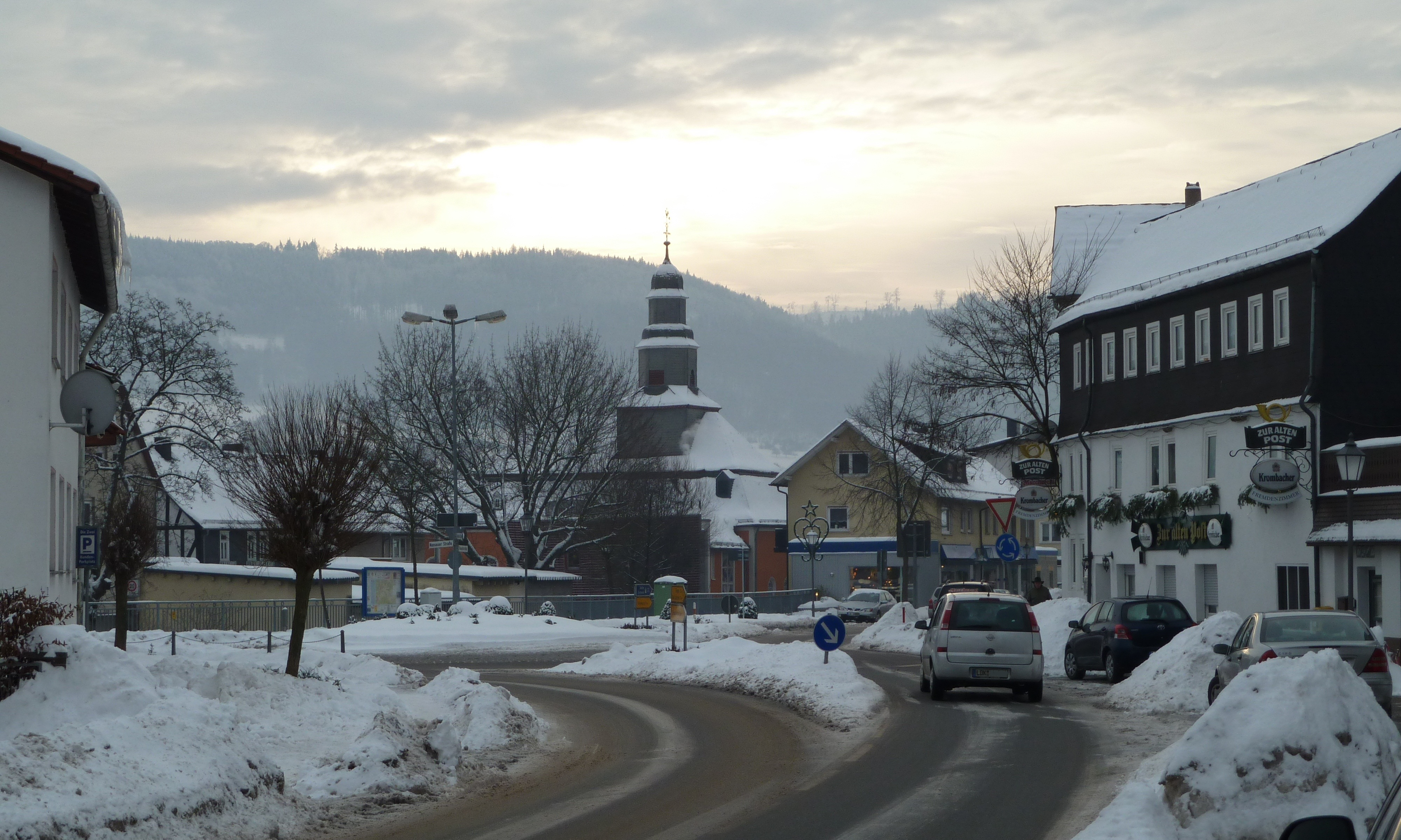
Ortsmitte

### Verkehr
Die Bundesstraße 253 (Dillenburg–Frankenberg) führt als Ortsumgehung an Eibelshausen vorbei. Bis zur Autobahn 45 (Anschlussstelle Dillenburg) sind es etwa zehn Kilometer.
Darüber hinaus verfügte Eibelshausen bis 1987 noch über einen Bahnanschluss über die Dietzhölztalbahn. Die Bahnstrecke ist seit Mitte 2001 stillgelegt. Es gibt eine Initiative, welche sich für den Erhalt und die Reaktivierung der Strecke einsetzt. Anfang 2015 erfolgte der Freischnitt der Bahnstrecke auf dem südlichen Streckenabschnitt bis Frohnhausen.

### Ansässige Unternehmen
Größte Industriebetriebe im Ort sind die Firmen Bosch Thermotechnik (bis 2007 Buderus) und Kettenbach.
Im Industriegebiet Rommelsberg sind viele kleinere Unternehmen ansässig. Bosch hat 2023 eine neue Produktionslinie gestartet, auf der das Innenleben von Wärmepumpen zusammengebaut wird.

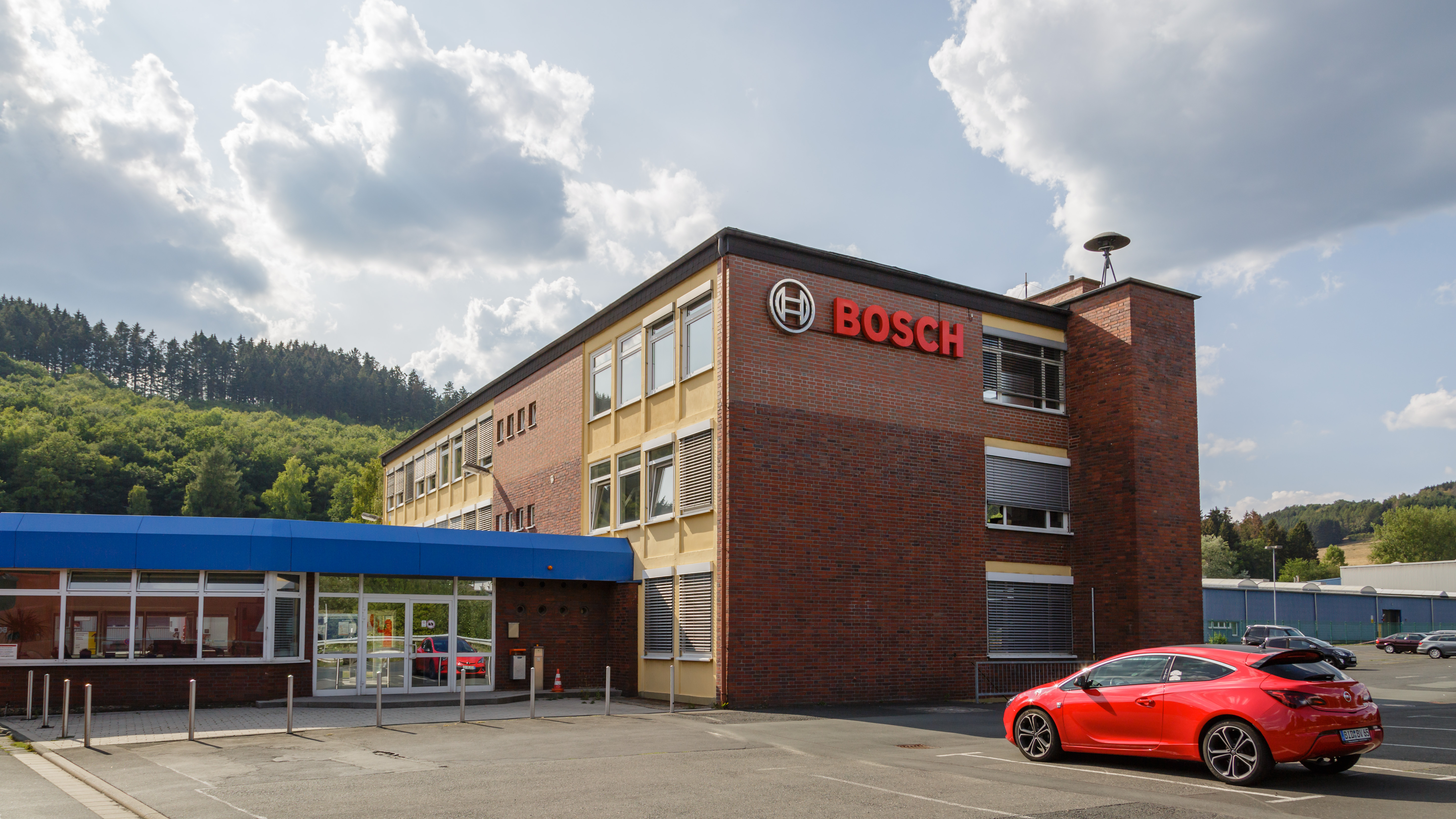
Bosch Thermotechnik
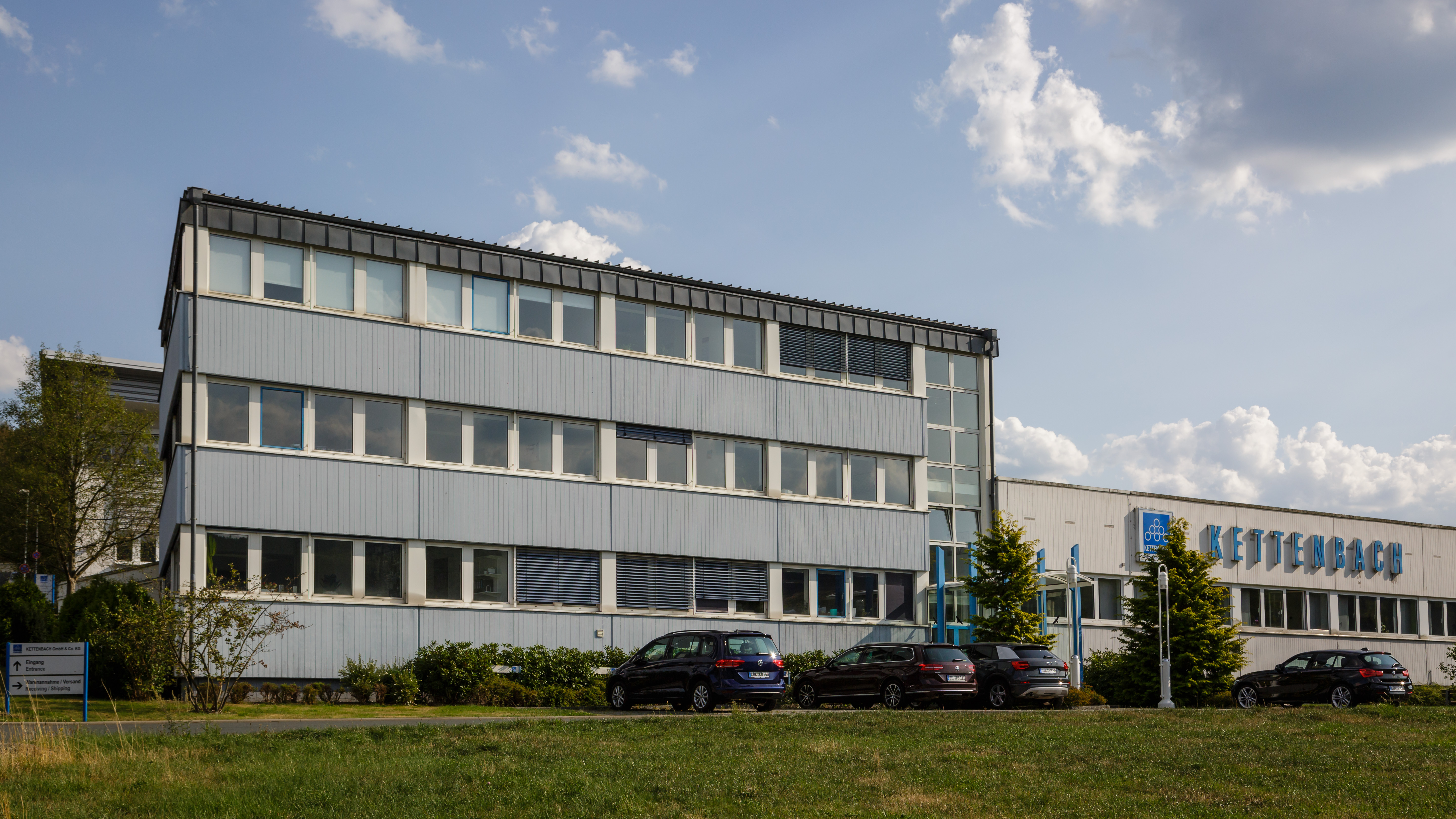
Firma Kettenbach

### Öffentliche Einrichtungen
- Rathaus der Gemeinde Eschenburg
- Freiwillige Feuerwehr
- Rettungswache (Rettungsdienst Eschenburg)
- Schwimmbad Freizeitbad Panoramablick
- Holderbergstadion
- Bürgerhaus
- Ärztlicher Sonntagsnotdienst
- Evangelische Kindertagesstätte Pusteblume
- Katholische Kindertagesstätte Regenbogen
- Gemeindebücherei
- Evangelische  Kirche
- Katholische Kirchengemeinde St. Josef
- Freie Evangelische Gemeinde
- Bethaus

### Bildung
- Eschenburgschule (Grundschule)
- Holderbergschule (Hauptschule, Realschule, Gymnasium)

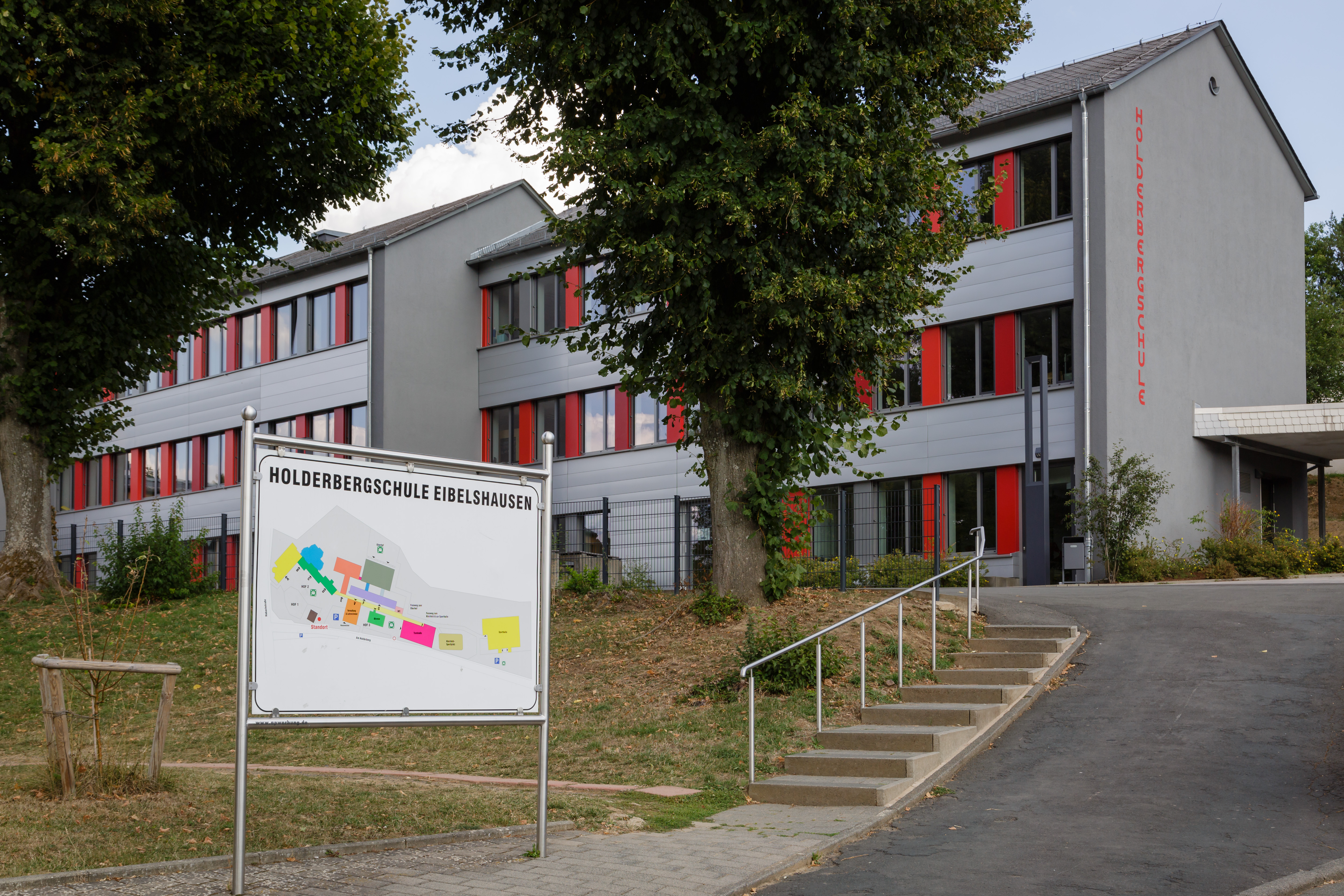
Holderbergschule
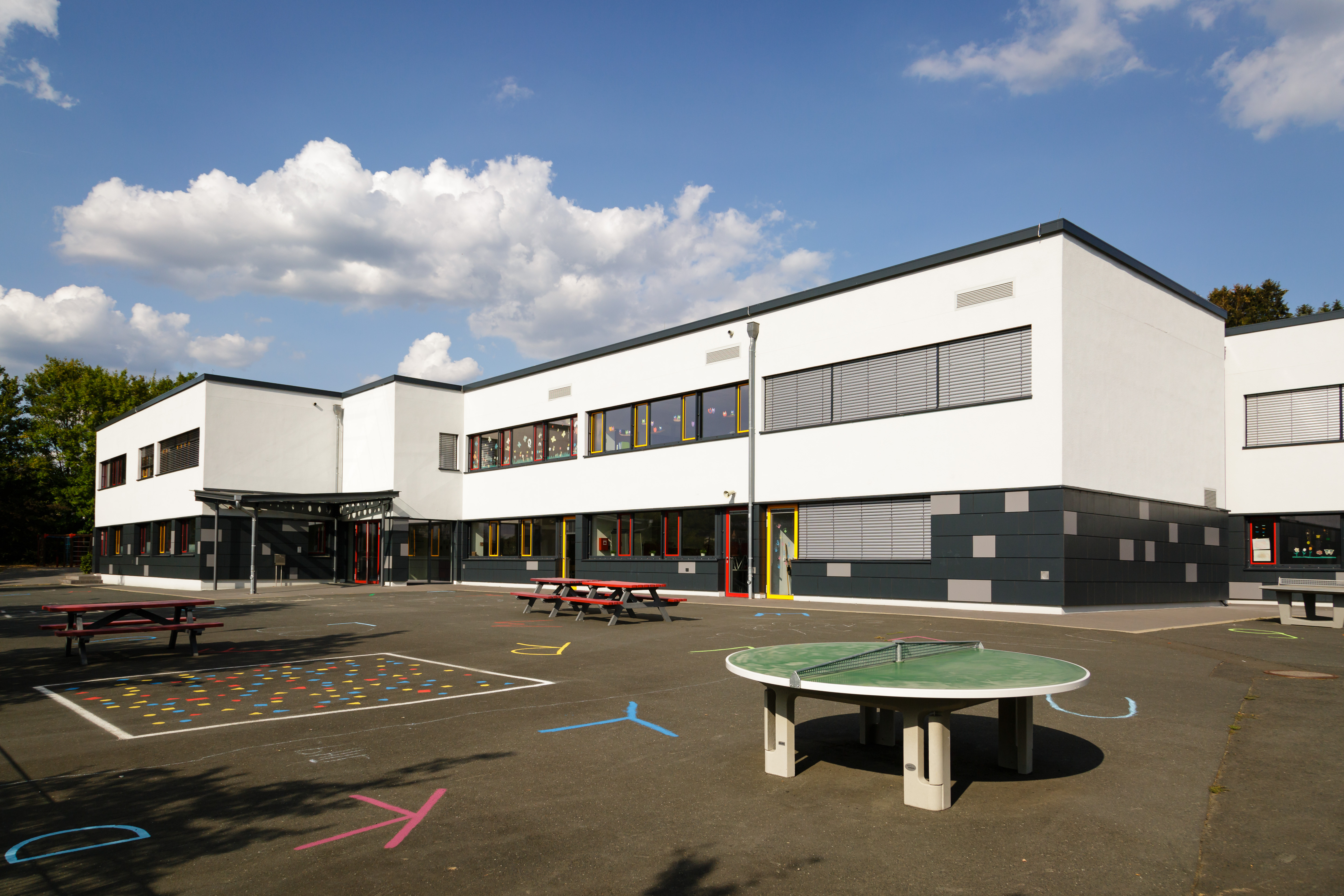
Eschenburgschule

## Persönlichkeiten

### Söhne und Töchter von Eibelshausen
- Klaus Holighaus (1940–1994), deutscher Segelflugzeugkonstrukteur und -pilot
- Erich Klingelhöfer (1919–1985), deutscher Historiker, Altphilologe und Oberstudiendirektor
- Wolfgang Linsenmaier (* 1949), deutscher Jurist, Richter am Bundesarbeitsgericht
- Joachim Rabstein (* 1956), deutscher Leichtathlet
- Harry Voss (* 1969), deutscher Autor

### Mit Eibelshausen verbunden
- Christian Erdmann Schott, evangelischer Theologe, war Vikar in Eibelshausen